# Mbuye
Mbuye es una comuna de la provincia de Muramvya en Burundi. En agosto de 2008 tenía una población censada de 55 342 habitantes.
Se encuentra ubicada en el centro-este del país, a unos 30 km del lago Tanganica y de la capital del país, Buyumbura. 